# 홍희숙
홍희숙(1978년 3월 28일~)은 대한민국의 성우이다. 2001년 EBS에 입사했으며, 현재는 EBS 19기이다. 교육방송 성우극회 소속.

## 주요 출연작품

### TV 애니메이션
- 가면라이더 블레이드(챔프) - 요시나가 미유키, 오키드 언데드
- 갓슈벨(챔프) - 엄마
- 건담 이볼브(애니박스) - 데프라
- 그리스 로마 신화 전설의 수호자들(EBS)
- 극상학생회(챔프) - 카츠라 세이나
- 기사 제인과 말썽꾸러기 용(EBS) - 왕자
- 꼬마기사 마이크(EBS)
- 꼬마돼지 위블리(EBS) - 타이니
- 엄마 찾아 삼천리(EBS1) - 줄리에타 페피노
- 꼬마돼지 피글리의 모험(EBS) - 메그, 퍼지, 내니 아줌마
- 나나(애니원)
- 노다메 칸타빌레(애니맥스) - 미호
- 니코의 세상(EBS) - 아이샤
- 다함께 카블람!(재능TV)
- 단짝친구 바리와 뭉치(EBS) - 베스
- 레카(EBS) - 레베카, 휘치, 민트, 비커
- 마야의 모험(EBS) - 카산드라
- 멋지다 코니(재능TV)
- 모피와 친구들(EBS) - 수
- 베르사이유의 장미(EBS) - 폴리냐크
- 선물공룡 디보(EBS) - 해설
- 세계명작동화(EBS) - 아나스타샤 편/포카혼타스 편/헤라클레스 편/왕자와 거지 편
- 수신연무(애니맥스) - 타키
- 슈퍼와이(EBS) - 신데렐라
- 스킵비트(애니맥스) - 코토나미 카나에
- 네모네모 스펀지 송(EBS) - 캐런
- 아기호랑이 호비(EBS)
- 안녕! 루퍼트(EBS) - 미란다
- 앤빌더(재능TV) - 웬디
- 엄마 찾아 삼천리 (EBS) - 줄리에타 페피노
- 엔젤 테일즈(애니맥스) - 너구리 미소, 여우 은비
- 올란도 영웅전(EBS)
- 요술공주 세리(EBS)
- 용자왕 가오가이가 FINAL(애니박스) - 아벨
- 우리는 곰돌이 가족(EBS) - 리지
- 우주소녀 푸르나와 바다탐험대(EBS) - 예삐
- 우주 스파이 짐(재능TV)
- 워킹맨(애니박스) - 시라카와
- 윙스 프렌즈(SBS) - 달시
- 야키티는 즐거워(재능TV) - 키오
- 에어(애니맥스) - 포테토
- 침묵의 함대(애니박스) - 아나운서
- 크게 휘두르며(애니맥스) - 투리, 하나이 키쿠에
- 키리쿠와 마녀(EBS) - 마른 여자
- 택틱스(애니맥스) - 유메야코
- 토끼네 집으로 오세요(EBS) - 할머니
- 투모야 친구들(EBS) - 버디
- 수퍼꼬마 퍼맨(재능TV) - 퍼맨 2호
- 현시연(애니맥스) - 키라가와

### 극장용 애니메이션
- xxx HOLIC 극장판 - 한 여름의 꿈(애니박스) - 소녀

### 외화
- 2번 레인의 기적(EBS) - 엄마(몰리 헤이건)
- 공룡캠프의 비밀(EBS)
- 꿈의 질주(EBS) - 자넷 리
- 데이비드를 찾아서(EBS)
- 딥 임팩트(SBS) - 베스(로라 이네스)
- 러브 인 아프리카(SBS) - 새들러(베티나 레드리히)
- 로저의 단짝친구들(EBS) - 맥스
- 리틀 뱀파이어(SBS) - 루돌프(롤로 윅스)
- 마법의 동전(EBS) - 에비
- 미녀 삼총사 2(SBS) - 켈리(재클린 스미스)
- 버스데이 걸(SBS)
- 베토벤(EBS)
- 빨간 머리 앤(영어판)(EBS) - 루비
- 사랑의 마을 에버우드(EBS)
- 사운더(EBS) - 엄마
- 이브는 대단해(EBS)
- 조니 카파할라, 눈 위의 서퍼(EBS) - 엄마(메리 페이지 켈러)

## TV 광고
- 이니스프리 - 나래이션
- LG텔레콤
- 딤채
- 위스퍼
- 풀무원
- 박카스